# Oscar de T'Serclaes de Wommersom
Baron Edmond Oscar Augustin Ghislain de T'Serclaes (Wommersom, 29 mei 1818 - Elsene, 29 februari 1888) was een Belgisch genealoog en heraldicus.

## Biografie

### Familie
De familie de T'Serclaes behoorde tot de middeleeuwse Brusselse patriciërs of 'geslachten', met Everaard t'Serclaes als de meest bekende. In 1548 werd voor het eerst een lid van de familie in de adelstand opgenomen.  
Oscar de T'Serclaes de Wommersom was de zevende van de acht kinderen van Jean-François de T'Serclaes de Wommersom (1779-1849) en zijn tweede vrouw Marie van der Gote (1780-1824). In tegenstelling tot zijn neef Charles de T'Serclaes Tilly die in 1816 adelserkenning verkreeg, gebeurde dit voor Jean-François pas in 1838, met een baronstitel overdraagbaar op al zijn mannelijke afstammelingen.
Oscar trouwde in 1849 in Ranst met Hubertine de Gilman de Zevenbergen (1823-1885). Ze kregen twee dochters.
- Florence de T'Serclaes de Wommersom (1850-1905), trouwde in 1873 in Brussel met Jules Domis de Semerpont (1828-1899), secretaris-generaal van het ministerie van Justitie, lid van de Heraldische Raad en burgemeester van Beigem, zoon van Charles Domis de Semerpont, burgemeester van Beigem. Ze kregen vijf dochters, met afstammelingen tot heden. Ze waren de schoonouders van jhr. Charles Rotsart de Hertaing.
- Odile de T'Serclaes de Wommersom (1851-1923), trouwde in 1878 in Wommelgem met baron Oscar de Crombrugghe de Looringhe (1842-1930), burgemeester van Ichtegem en provincieraadslid van West-Vlaanderen. Ze kregen vijf zoons en zes dochters, met afstammelingen tot heden.

### Loopbaan
Na zijn studies te hebben beëindigd met het diploma van doctor in de rechten werd de T'Serclaes ambtenaar bij het ministerie van Buitenlandse Zaken, waar hij opklom tot ambassaderaad en secretaris van de minister (1840-1850).
Vanaf 1858 nam hij de leiding van de jaarlijkse Annuaire de la noblesse belge. Hierin verzorgde hij talrijke genealogische nota's.
Ook nog in 1858 werd hij lid van de Raad van Adel en werd er in 1886 voorzitter van, hetgeen hij bleef tot aan zijn dood.

## Publicatie (selectie)
- 'Les comtes Palatins impériaux. Le Palatinat des comtes de Zeyll', in Annuaire de la noblesse belge, 1885.